# Kōauau

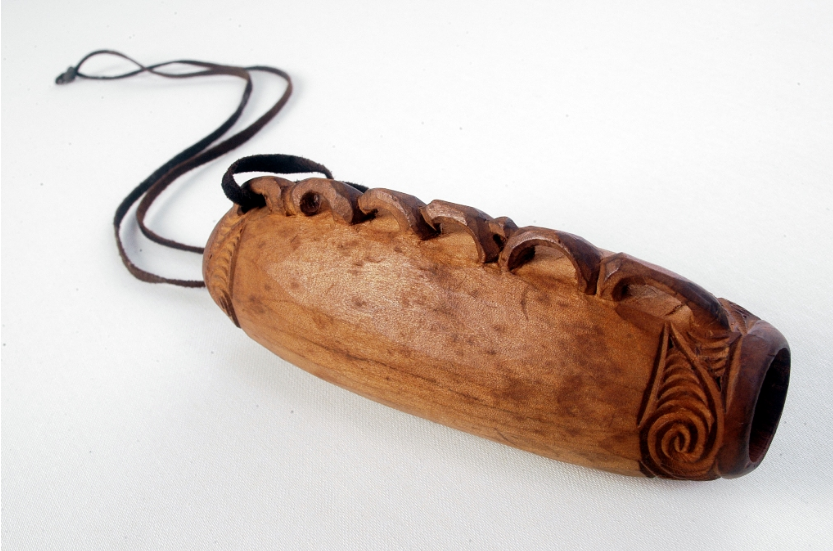
Un koauau conservato presso il museo Azzarini.

Un koauau è un piccolo flauto lungo da dieci a venti centimetri, aperto ad entrambe le estremità e con da tre a sei fori per la modulazione del suono.
I koauau assomigliano ai flauti di tutto il mondo sia per la qualità del tono e sia per la gamma di suoni che possono essere prodotti soffiando attraverso il bordo superiore.
I suonatori di koauau Maori erano rinomati per l'attrattiva che dava loro sulle donne (ad esempio il mito di Tūtānekai che, suonando il suo koauau, ha convinto Hinemoa a nuotare fino a lui attraverso il lago Rotorua).
I koauau sono fatti di legno o di osso.
Precedentemente l'osso era di uccelli come l'albatross o il moa; alcuni strumenti erano anche di osso umano e sono stati associati allo status di capo e con la cultura Utu.